# Mauricio Romero Alvizu
   Para el futbolista colombiano del América de Cali, véase Mauricio Romero Sellarés
Mauricio Romero Alvizu (nacido el 2 de febrero de 1983 en León, Guanajuato), conocido también como El TNT, es un exfutbolista mexicano que jugaba en la posición de delantero. Surgió de las fuerzas básicas del Atlas Futbol Club y actualmente se encuentra retirado.

## Trayectoria
Debutó el 21 de agosto de 2004, en un partido entre el Atlas y el Puebla, después de haber participado con el equipo de los Académicos en Tercera y Segunda división mexicana, y con los Trotamundos de Tijuana de la Primera "A". Ese torneo jugaría un total de 2 juegos, y no tuvo la oportunidad de marcar goles.
Para el 2005 siguió siendo tomado en cuenta por Sergio Bueno para participar con el plantel titular, pero sus mayores logros los daría con el equipo filial del Atlas, Coyotes de Sonora, donde logró coronarse campeón de goleo en el Apertura 2005 marcando 16 tantos. 
En el Clausura 2006 es vendido a Monarcas Morelia, donde no logra buenos resultados, por lo que regresa a la institución atlista, quien a su vez lo cede en forma de préstamo al León de la Primera "A".
En el Apertura 2007, tras una gran temporada, se convierte en campeón goleador por segunda ocasión en su carrera en la Primera División A, al marcar 14 goles en todo el torneo regular, portando la camiseta del León. 
Tras su buen desempeño futbolístico en los últimos 2 torneos, regresó para el Torneo de Apertura 2008 a los Roginegros del Atlas para demostrar de lo que era capaz, fue el autor de uno de los pocos golazos que se vivieron en el torneo, marcando una chilena dentro del área contra el arquero Yosgart Gutiérrez de Cruz Azul, que daba ventaja a los atlistas, que después se convertiría en una masacre para los del Atlas con errores muy infantiles de la zaga rojinegra.
Tras solo anotar un gol en el torneo, en el Torneo Clausura 2009 fue vendido al equipo de Tigres de la UANL y a partir del Torneo de Apertura 2009 es transferido al Necaxa. Actualmente pasó a formar parte del equipo Tiburones Rojos del Veracruz 2010. Después fue traspasado a Chiapas, teniendo algunas participaciones. En el Clausura 2015 jugó con los de la categoría Sub-20 e hizo 8 goles. ahora fue traspasado a Venados Fútbol Club.

## Clubes
| Club                        | País   | Año         |
| --------------------------- | ------ | ----------- |
| Atlas                       | México | 2004 - 2005 |
| Coyotes                     | México | 2005        |
| Monarcas Morelia            | México | 2006        |
| Atlas Fútbol Club           | México | 2006        |
| Club León                   | México | 2007        |
| Atlante Fútbol Club         | México | 2008        |
| Atlas Fútbol Club           | México | 2008        |
| Tigres de la UANL           | México | 2009        |
| Club Necaxa                 | México | 2009 - 2010 |
| Atlas Fútbol Club           | México | 2010 - 2012 |
| Tiburones Rojos de Veracruz | México | 2012        |
| Dorados de Sinaloa          | México | 2013        |
| Chiapas Fútbol Club         | México | 2013 - 2015 |
| Venados Fútbol Club         | México | 2015 - 2016 |
| Club Atlético Zacatepec     | México | 2016 - 2017 |

- Datos: Q6793649